# Boissy-sous-Saint-Yon
Boissy-sous-Saint-Yon là một xã ở tỉnh Essonne trong vùng Île-de-France nước Pháp
Theo điều tra dân số năm 1999, dân số xã này là 3.566 người. Ước tính dân số năm 2007 là 3.641.
Danh xưng cư dân địa phương Boissy-sous-Saint-Yon trong tiếng Pháp là Buxéens.